# Новолюбимовка
Новолюбимовка (укр. Новолюбимівка) — село,
Кохановский сельский совет,
Токмакский район,
Запорожская область,
Украина.
Код КОАТУУ — 2325282003. Население по переписи 2001 года составляло 301 человек.

## Географическое положение
Село Новолюбимовка находится на расстоянии в 1 км от села Коханое.

## Достопримечательности
- Братская могила советских воинов, в которой похоронены Герои Советского Союза Алексей Галь и Лаврентий Авалиани.

## История
- 1923 год — дата основания.

## Известные уроженцы
- Коваленко, Александр Николаевич (род. 1935) — украинский и советский государственный деятель, последний министр финансов Украинской ССР и первый министр финансов Украины. Заслуженный экономист Украины.